# Ялівці в урочищі Батиліман
Ялівці́ в урочищі Бати́ліман. 16 ялівців росте в урочищі Батиліман під Севастополем, Крим. Обхват 3-3,5 м. Висота 5-9 м, вік 500—1300 років. Потрібна охорона дерев від туристів та їх заповідання.

## Ресурси Інтернету
- Фотогалерея самых старых и выдающихся деревьев Украины  [Архівовано 8 квітня 2014 у Wayback Machine.]